# Adrienne Frantz
Adrienne Frantz és una actriu estatunidenca nascuda el 7 de juny de 1978 a Mount Clemens, Michigan. És coneguda pel seu paper de l'Ambrosia "Amber" Moore a la sèrie The Bold and the Beautiful.

## Carrera
La primera incursió en el gènere dels serials té lloc el 1997 com Tiffany Thorne a Sunset Beach. Frantz deixaria posteriorment l'espectacle aquell any per al seu paper com de dolenta convertida en la solidària heroïna Ambre a The Bold and the Beautiful. El 2001, va guanyar un Daytime Emmy per a l'actriu més jove en una sèrie dramàtica. Frantz feia el paper a B&B fins al 2005, quan va deixar-ho per centrar-se en la seva carrera musical. Des del novembre de 2006, ha interpretat Amber a The Young and the Restless.
A part de B&B, Frantz feia una intervenció com a convidada com una popstar anomenada Emica en l'episodi de Rugrats de 2001, "All Growed Up", que més tard era la base pel spinoff All Grown Up!. Interpretava Claire Redfield en un anunci per a Resident Evil 2, dirigida per George A. Romero, estrenada només al Japó. Frantz feia de protagonista en un episodi de That '70s Show, interpretant Kelly. Frantz més tard apareixia a Ed Gein: The Butcher of Plainfield.

## Filmografia
| Any  | Pel·lícula                         | Paper                | Notes                                                              |
| ---- | ---------------------------------- | -------------------- | ------------------------------------------------------------------ |
| 1997 | Sunset Beach                       | Tiffany Thorne       | sèrie TV, 44 episodis                                              |
| 1997 | The Bold and the Beautiful         | Amber Moore          | 18 de juliol de 1997-14 d'abril de 2005                            |
| 1999 | Speedway Junky                     | Kelley               |                                                                    |
| 1999 | Jimmy Zip                          | Shelia               |                                                                    |
| 1999 | Chicken Soup for the Soul          | Sandy                | 1 episodi                                                          |
| 1999 | "Search Party                      | Celebrity Contestant | 2 episodis                                                         |
| 2000 | As Told by Ginger                  | Veu de l'operador    | 2 episodis                                                         |
| 2000 | The Wild Thornberrys               | Inga                 | 1 episodi                                                          |
| 2000 | 27 dia Anual dels premis Emmy      | Ell mateix           | Nominat                                                            |
| 2001 | Rugrats                            | Emica                | 1 episodi                                                          |
| 2001 | 28 dia Anual dels premis Emmy      | Ell mateix           |                                                                    |
| 2002 | Hollywood Squares                  | Convidat             | 26 de març de 2002                                                 |
| 2003 | SoapTalk                           | Ell mateix           | 25 de setembre de 2003, 30 d'octubre de 2003, 25 d'octubre de 2004 |
| 2005 | 32 dia Anual dels premis Emmy      | Ell mateix           |                                                                    |
| 2005 | Diva Dog: Pit Bull on Wheels       | Estrella convidada   |                                                                    |
| 2006 | The Young and the Restless         | Amber Moore          | 29 de novembre del 2006-2010                                       |
| 2006 | That '70s Show                     | Kelly                | amiga de Fez                                                       |
| 2007 | Ed Gein: The Butcher of Plainfield | Erica                | Veu                                                                |
| 2007 | Hack!                              | Maddy                |                                                                    |
| 2008 | Act Your Age                       | EB                   |                                                                    |
| 2008 | Donna on Demand                    | Donna                |                                                                    |